# Grand Prix du M.C.F.

Le circuit de Linas-Montlhéry.

Le Grand Prix du M.C.F. est un Grand Prix pour cyclecars organisé à partir de 1912 par le Moto-Club-de-France.

## Histoire
Les trois premières éditions ont lieu entre les mois de juin et de juillet. Initialement couverte à Provins (Seine-et-Marne), l'épreuve se déplace par deux fois à Montargis (Loiret).
Vient ensuite entre la fin septembre et la mi-octobre l'implantation définitive sur l'autodrome de Linas-Montlhéry (Seine-et-Oise, actuellement dans l'Essonne), durant cinq ans. En 1924 l'épreuve dure 200 kilomètres, puis elle est ramenée à 140, et 100 kilomètres, le circuit ayant lui aussi évolué (2,5 km en 1924, 12,5 km en 1925, puis 5 km).
Salmson remporte six des huit éditions.
Une version Sport de l'épreuve a aussi lieu en 1936.

## Palmarès

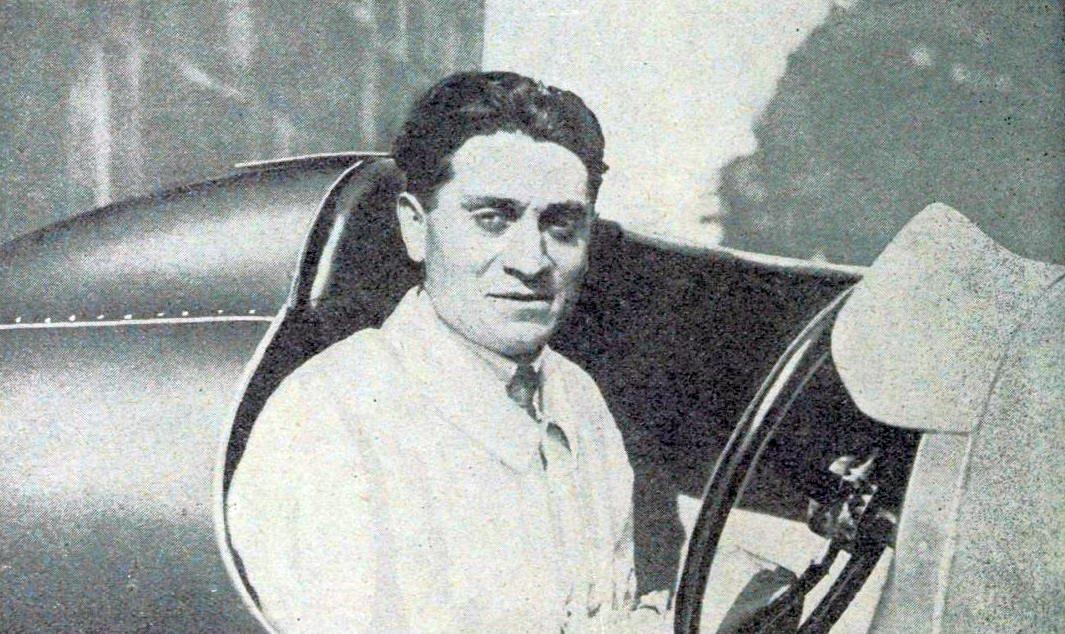
Pierre Goutte, le lauréat de 1924.

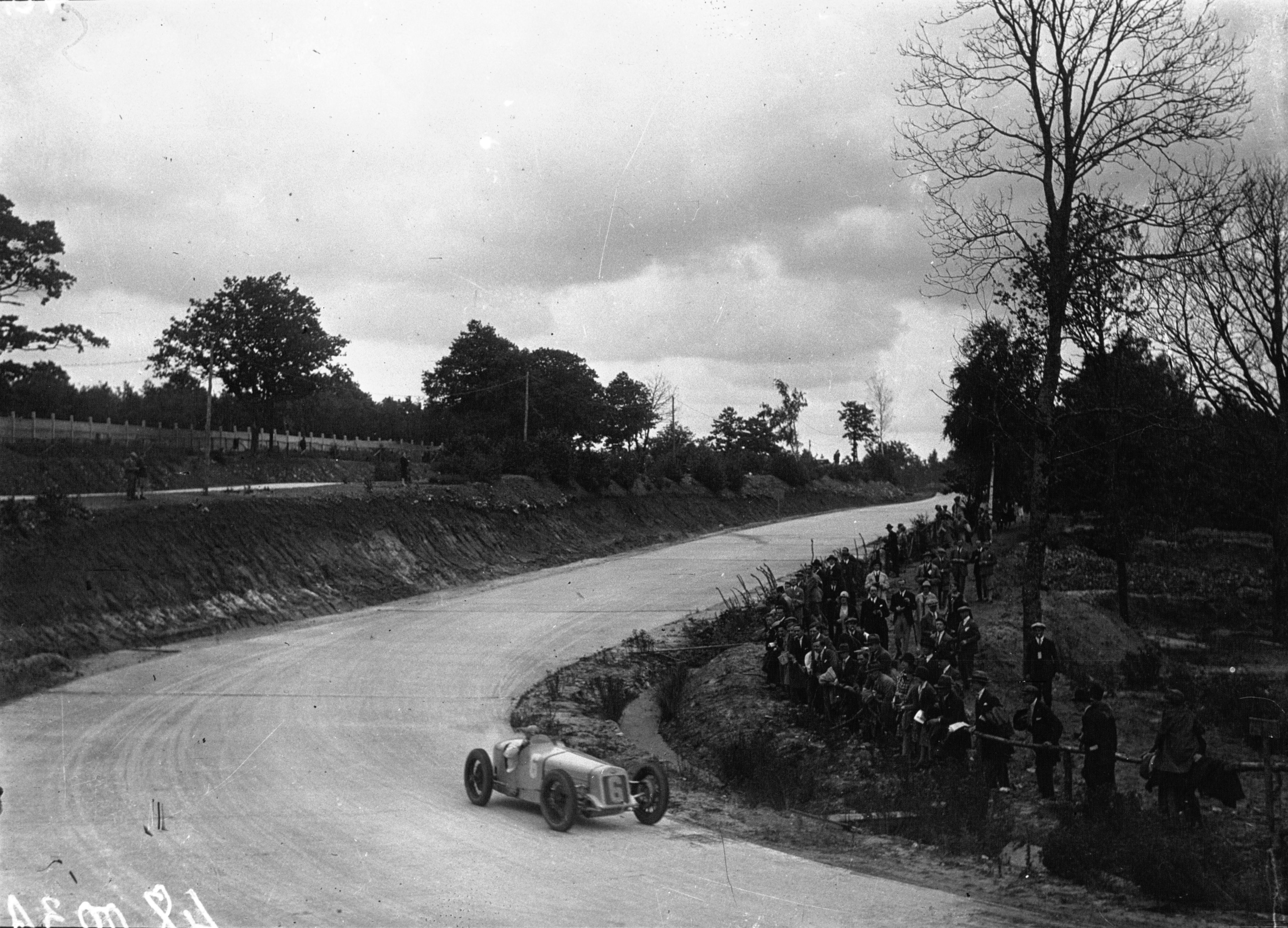
Le circuit de Linas-Montlhéry en 1927 (ici Robert Benoist lors du GP de France).

| Année     | Vainqueur          | Voiture            |
| --------- | ------------------ | ------------------ |
| 1921      | Charles Chabreiron | E.H.P. "Ruby"      |
| 1922      | Ramon Bueno        | Salmson GP         |
| 1923      | Lucien Desvaux     | Salmson GP         |
| 1924      | Pierre Goutte      | Salmson            |
| 1925      | Michel Doré        | Sénéchal GS "Ruby" |
| 1926      | Guy d'Havrinvourt  | Salmson            |
| 1927      | Guy d'Havrinvourt  | Salmson            |
| 1928      | Georges Casse      | Salmson            |
| 1929-1935 | Non disputé        | Non disputé        |
| 1936      | « Raph »           | Talbot T150C       |